# Марк Петроній Сура Мамерцін
Марк Петроній Сура Мамерцін (лат. Marcus Petronius Sura Mamertinus; ? — 190/192) — державний і військовий діяч часів Римської імперії, консул 182 року.

## Життєпис
Походив з роду вершників Петроніїв Мамерцінів з Єгипту. Син Марка Петронія Мамерціна, консула-суффекта. Його матір'ю була коптка або лівійка з аристократичного роду. На початку правління імператора Марка Аврелія одружився з його донькою Аннію Корніфіцію.
У 170-х роках брав участь у двох Маркоманських війнах. У 180 році перебував у зимовому військовому таборі, де помер Марк Аврелій. Спочатку увійшов до імператорської ради нового правителя Коммода.
У 182 році став консулом, разом з Квінтом Тінеєм Руфом. У 190 або 192 році разом з сином Петронієм Антоніном та братом Септіміаном їх стратили за наказом Коммода, який підозрював їх у змові.